# Pseudodoxia Epidemica

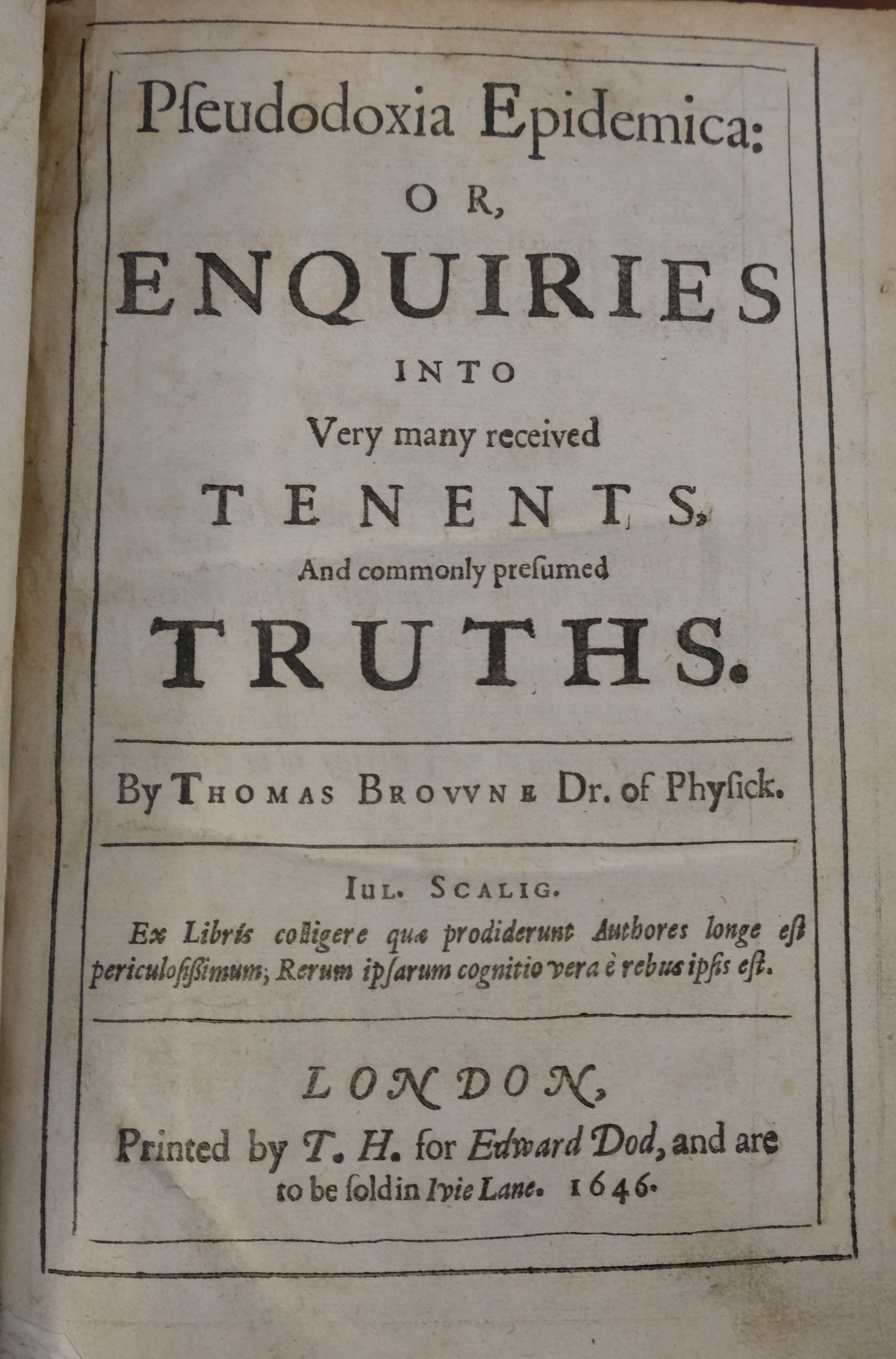
Titelblatt der Erstausgabe von 1646

Pseudodoxia Epidemica ist ein Werk von Thomas Browne, in dem er die „vulgären“ oder allgemeinen Irrtümer und den Aberglauben seiner Zeit in Frage stellt und widerlegt. Es erschien erstmals 1646 in London und erlebte fünf weitere Auflagen, wobei die letzte Überarbeitung 1672 stattfand. Der vollständige Buchtitel ist Pseudodoxia Epidemica or Enquiries into very many received tenents and commonly presumed truths, auf Deutsch etwa: Verbreitete Irrlehren oder Untersuchungen zu sehr vielen gängigen Lehrmeinungen und allgemein angenommenen Wahrheiten. Das Werk enthält Belege dafür, dass Browne der von Francis Bacon vertretenen Methode der empirischen Naturbeobachtung anhing, und gehörte zur Avantgarde des im Entstehen begriffenen wissenschaftlichen Journalismus während der wissenschaftlichen Revolution im 17. Jahrhundert. Auf den Seiten des Buches finden sich auch zahlreiche Beispiele für den subtilen Humor von Browne.

## Inhalt
Die in der Pseudodoxia Epidemica behandelten Themen sind nach der altehrwürdigen Schöpfungsskala der Renaissance geordnet: Der gelehrte Arzt befasst sich mit der Natur des Irrtums selbst (Buch 1), fährt mit Irrtümern im Mineralien-, Pflanzen- (Buch 2) und Tierreich (Buch 3) fort und kommt schließlich zu Irrtümern in Bezug auf den Menschen (Buch 4), die Kunst (Buch 5), Geografie und Geschichte (Buch 6) und schließlich Astronomie und Kosmos (Buch 7). Brownes drei Determinanten für die Wahrheitsfindung waren die Autorität früherer wissenschaftlicher Werke, der Akt der Vernunft und die empirische Erfahrung. Jeder dieser Faktoren wird auf Themen angewandt, die von allgemeiner Folklore bis hin zur Kosmologie reichen.
Das zweite der sieben Bücher der Pseudodoxia Epidemica mit dem Titel Tenets concerning Mineral and Vegetable Bodies (Lehrsätze über mineralische und pflanzliche Körper) enthält Brownes Experimente mit statischer Elektrizität und Magnetismus – das Wort Elektrizität ist eines von Hunderten von Neologismen wie Medizin, Pathologie, Halluzination, Literatur und Computer, die Browne in das Vokabular der frühen wissenschaftlichen Revolution einbrachte.

## Rezeption
Die Pseudodoxia Epidemica war eine wertvolle Informationsquelle, die im siebzehnten Jahrhundert in vielen englischen Haushalten zu finden war. Als Pionierwerk der wissenschaftlichen Literatur ebnete es den Weg für viele spätere populärwissenschaftliche Publikationen und leitete den Rückgang des Glaubens an Fabelwesen ein. Seine Wissenschaft enthält viele Beispiele für Brownes Empirie aus erster Hand sowie frühe Beispiele für die Formulierung wissenschaftlicher Hypothesen. In der Geschichte und Entwicklung der Enzyklopädien nimmt es eine bedeutende Position ein.

## Ausgaben

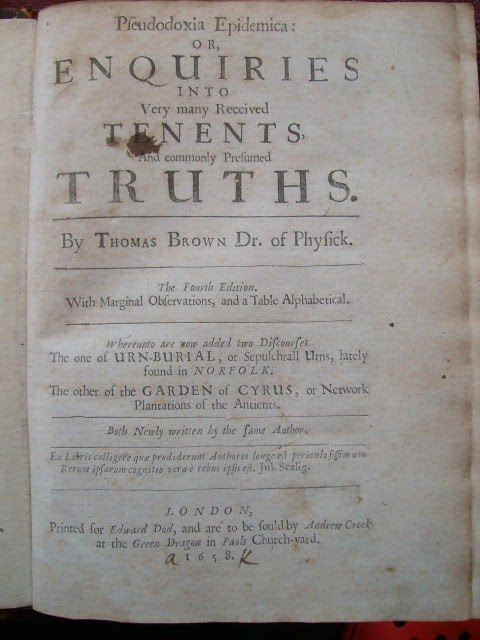
Titelblatt der 4. Auflage von 1658

Die Popularität der Pseudodoxia zu ihrer Zeit wird durch die Tatsache bestätigt, dass sie nicht weniger als sechs Ausgaben erlebte. Die erste erschien 1646 während der Regierungszeit von Karl I. und während des englischen Bürgerkriegs; vier weitere während des Interregnums, 1650, 1658 (zwei) und 1659; und die letzte Ausgabe 1672, während der Regierungszeit von Karl II. und als die wissenschaftliche Revolution in vollem Gange war. Die Pseudodoxia wurde im späten siebzehnten und frühen achtzehnten Jahrhundert ins Französische, Niederländische, Lateinische und Deutsche übersetzt. Die deutsche Übersetzung wurde 1680 vom christlichen Kabbalisten Christian Knorr von Rosenroth erstellt: Browne, Thomas: Des vortrefflichen Engelländers Thomae Brown, der Artzney Dr. Psevdodoxia Epidemica, Das ist: Untersuchung derer Irrthümer, so bey dem gemeinen Mann, und sonst hin und wieder im Schwange gehen.
Eine kommentierte Neuausgabe der Pseudodoxia Epidemica in zwei Bänden wurde von der Oxford University Press 1986 veröffentlicht, herausgegeben und mit umfassenden Anmerkungen versehen von Robin Robbins.